# Joálisson
Joálisson Santos Oliveira, meglio noto come Joálisson  o Jô Santos (Campina Grande, 31 marzo 1991), è un calciatore brasiliano, attaccante del Central-PE in prestito dal Campinense.

## Palmarès

### Club

#### Competizioni nazionali
- Campionato moldavo: 3

Sheriff Tiraspol: 2015-2016, 2016-2017, 2018
- Supercoppa di Moldavia: 1

Sheriff Tiraspol: 2016
- Coppa di Moldavia: 1

Sheriff Tiraspol: 2016-2017